# 파르마
파르마(이탈리아어: Parma)는 이탈리아 북부에 위치한 에밀리아로마냐주에 있는 도시로 건축, 음악, 예술, 프로슈토 (햄), 치즈, 주변의 풍경으로 유명하다. 인구 198,292명이 거주하 이 도시는 에밀리아로마냐주의 주도인 볼로냐 다음으로 주 내에서 인구가 두 번째로 많은 곳이다. 전 세계에서 가장 오래된 대학교인 파르마 대학교가 위치한 곳이기도 하다. 파르마는 동명의 강에 의해 도시가 두 곳으로 나뉘어 있다. 강을 기준으로 서쪽은 올트레토렌테(Oltretorrente)라 불린다. 파르마라는 명칭은 고대 로마인들이 파르마라고 불린 둥근 방패를 묘사하는 데에서 유래했다.

## 역사
로마 공화정 기원전 183–27년 

 로마 제정 기원전 27년–서기 285년 

 서로마 제국 285년–476년 

 오도아케르 왕국 476년–493년 

 동고트 왕국 493년–553년 

 동로마 제국 553년-568년 

 랑고바르드 왕국 568년–773년 

 카롤루스 제국 773년–781년 

 이탈리아 왕국 781년–1014년 

 신성 로마 제국 1014년–1114년 

 자유 코무네 1114년–1341년 

 밀라노 공국 1341년–1513년 

 교황령 1513년–1554년 

 파르마 공국 1554년–1808년 

 프랑스 제1제국 1808년–1814년 

 파르마 피아첸차 구아스텔라 공국 1814년–1848년 

 파르마 공국 1851년–1859년 

 중앙이탈리아 연합주 1859년–1860년 

 이탈리아 왕국 1861년–1946년 

 이탈리아 공화국 1946년-현재

### 선사 시대
파르마는 청동기 때부터 이미 도시가 들어서 있었다. 도시 현 위치에서 테라마레 문화가 발생했었다. 테라마레 문화  (이회토)는 분명한 계획 및 사각형 형태를 따라 목제로 만들어진 고대 마을들이 있었는데, 마른 땅 위에, 그리고 일반적으로는 강과 가까운 곳에 지었다. 이 시기 (기원전 1,500년과 800년 사이)에 최초의 네크로폴리스 (오늘날의 두오모 광장 및 마치나 광장 지역)가 세워졌다.

### 고대
파르마는 에트루리아인들에 의해 세워지고 이름 붙여졌을 것으로 추정되며 '파르마(parma)' 또는 '팔마'(palma, 원형 방패)는 특정 무기들이 여러 로마 용어에서 유래했듯이 라틴어의 차용어로, '파르메알'(Parmeal)', '파름니'(Parmni), '파름니알'(Parmnial) 등이 에트루리아 비문에서 등장한다. 디오도로스 시켈로스는 로마인들이 에르투리아인들의 방패를 모방하며 자신들의 정사각형 방패를 원형으로 바꾸었다고 하였다. 에트루리아의 야영지가 원형 모양에서 그 이름을 얻었는지 또는, 북쪽의 갈리아인들로부터 방패와 같은 은유적 기능에서 유래한 것인지는 확실치 않다.
로마의 식민지로서는 무티나 (모데나)와 함께 기원전 183년에 세워졌다. 가구 2,000 세대가 정착했었다. 파르마는 아이밀리아 가도와 클라우디아 가도가 교차하는 도로의 허브로서의 중요성을 띠었다. 오늘날 가리발디 광장 위치에 포룸이 있었다. 기원전 43년 4월에 도시가 파괴되었다. 그 이후 아우구스투스가 도시를 재건했다. 로마 제정 시절, 황가에 대한 충성심으로 '율리아'(Julia)라는 칭호를 부여받았다.
아틸라가 452년에 파르마를 약탈하였고, 게르만의 왕 오도아케르가 이후에 이곳을 부하에게 선물로 하사하였다. 고트 전쟁 기간, 토틸라가 다시 한번 도시를 파괴했다. 그 이후로 비잔티움 제국의 라벤나 관구령의 일부 (이때 '크리소폴리스'[Chrysopolis, 황금의 도시]로 명칭이 바뀌는데 제국의 금고가 위치한 것에서 비롯한 것으로 추정)로 있다가, 569년부터, 랑고바르드족의 지배 하에 있었다. 중세 동안, 파르마는 로마와 북유럽을 잇는 주요 도로인 프랑키게나 가도의 중요한 휴식처가 되었다. 일부 성채, 병원, 여관 등이 파르마와 피덴차를 통과한 늘어나는 순례자들을 수용하기 위해 이후 수 세기간 지어졌으며, 이들은 콜레키오, 베르체토, 코르키아 산맥을 통해 아펜니노산맥을 넘은 다음에 키사 산길을 내려와 토스카나 지역에 진입하며 로마를 향해 남쪽으로 향했다.
파르마에는 중세 유대인 공동체가 있었다. 팔라티나 도서관은 이탈리아 내 가장 규모가 큰 히브리어 문헌 컬렉션을 소장하고 있으며, 이는 옥스퍼드의 보들리 도서관 다음으로 전 세계에서 두 번째로 큰 규모이다.

### 중세

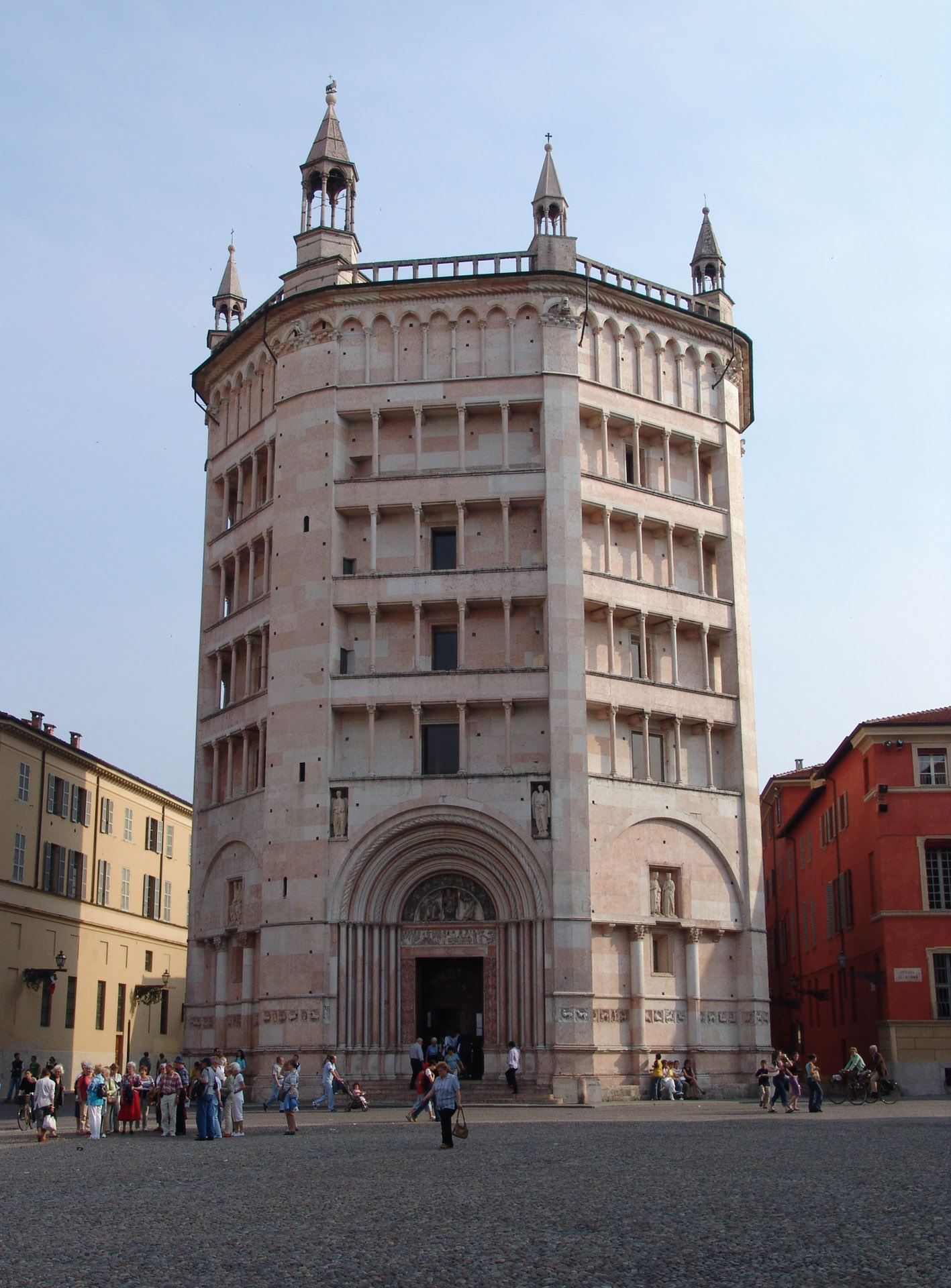
파르마 예배당 1196년–1270년

프랑크의 지배 시절, 파르마는 774년 백작령의 중심지가 되었다. 대부분의 이탈리아 북부 도시들처럼, 샤를마뉴가 건설한 신성로마제국의 명목상 일부였으나, 지역에서는 주교들이 다스렸고, 초대 주교가 구이보두스(Guibodus)이었다. 교황령과 제국 간의 이후 분쟁에서, 파르마는 보통 제국 세력의 일원이었다. 파르마의 주교 중 두 명이 대립 교황으로 선출되기도 해었는데 파르마 대성당을 세운 카달로(Càdalo)가 호노리우스 2세로, 클레멘스 3세가 된 구이베르토 등이 있었다. 거의 독립 상태로 있던 코무네가 1140년경에 성립되었으며 1149년에 파르마와 피아첸차 간에 맺어진 한 조약이 집정관들이 이끈 '코무네'에 대한 가장 이른 문서이다. 이탈리아 코무네의 자치권을 확인해준 1183년 콘스탄스 조약 이후로 레조에밀리아, 피아첸차, 크레모나 등 이웃한 코무네 간의 오랜 기간 분쟁들이 포강 너머의 중요한 무역로의 장악을 목표로 하며 더욱 심해졌다.
구엘프와 기벨린 간의 분쟁은 파르마에서도 마찬가지로 특징이기도 했다. 1213년, 파르마의 포데스타는 구엘프의 람베르티노 부발렐리이었다. 신성 로마 황제들과 같은 편을 오랜 기간 서다가, 교황파 가문들이 1248년에 도시를 장악하였다. 파르마는 1247년부터 48년까지 프리드리히 2세에게 포위되었다가, 황제를 패퇴시켰다.
1328년경, 롤란도 데 로시가 파르마의 '시뇨레'가 되었다. 1331년에, 파르마는 보헤미아의 국왕 얀에게 항복하였다. 파르마는 1341년에 밀라노의 지배를 받기도 했다. 테르치 가문 휘하에서 일시적인 독립 시기 (1404년-1409년)를 거친 뒤, 스포르차 가문이 팔라비치노 가문, 로시 가문, 산비탈레 가문, 다 코레조 가문 등의 협력 세력을 통해 파르마를 다스렸다 (1440년-1449년). 이 방식은 도시와 토지를 통해 탑과 성을 지으며 새로운 종류의 봉건주의를 만들어냈다. 이 영지는 합법적인 독립 국가로 발전하게 되었는데, 란디 가문은 1257년부터 1682년까지 타로강 상류를 지배하였다. 팔라비치노 가문의 영지는 중심지를 부세토를 삼으며 오늘날 지역의 동쪽까지 뻗어나갔다. 파르마의 영토는 북이탈리아에서 예외적이었던 것이었으며 파르마의 영지 구획은 훨씬 후대까지 이어졌다. 예로 솔리냐노는 1805년까지 팔라비치노 가문의 소유였고, 산 세콘도는 19세기까지도 로시 가문에 속했다.

### 근대

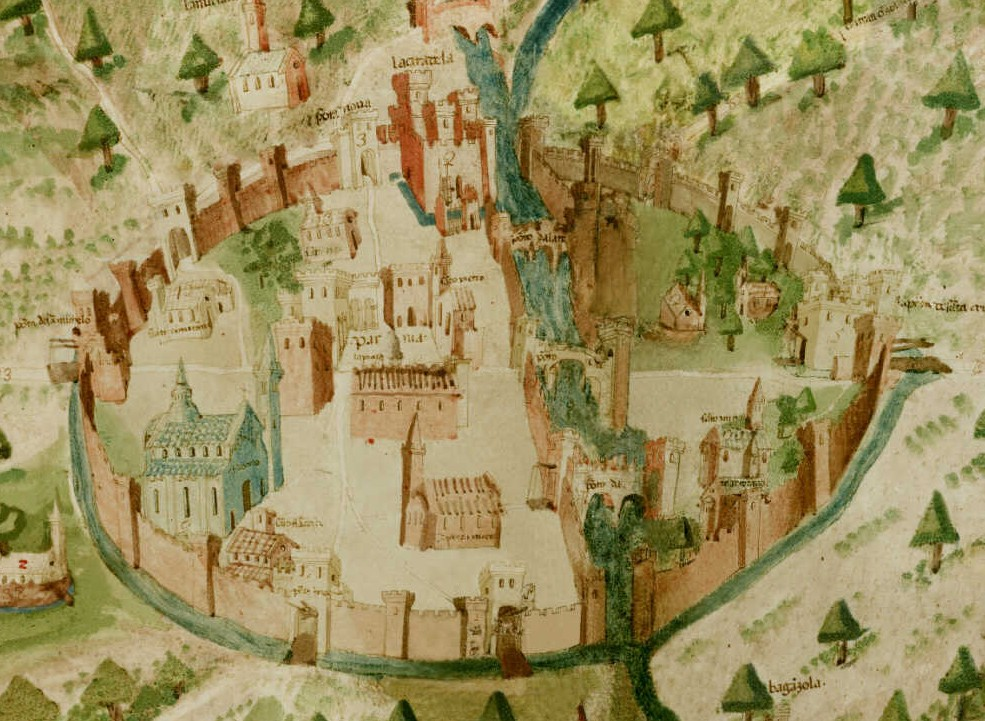
15세기의 파르마

14세기와 15세기 사이, 파르마는 이탈리아 전쟁의 중심지에 있었다. 포르노보 전투가 파르마의 영토에서 벌어졌었다. 프랑스 측은 1500년부터 1521년까지 파르마를 점령했었고, 일시적으로 교황 측에서 1512년부터 1515년까지 차지했었다. 외국의 세력이 축출된 뒤, 파르마는 1545년까지 교황령의 영토로 있었다.
파르네세 가문의 교황이 있던 시기, 교황 바오로 3세는 교황령에서 파르마와 피아첸차를 분리시킨 뒤 자신의 서자인 피에르 루이지 파르네세에게 하사였고, 그의 후손들은 173년까지 파르마를 다스리다가 마지막 파르네세 남성인 안토니오 파르네세가 사망하며 통치가 끝나고 만다. 1594년 헌법이 반포되었으며, 도시의 대학교 명성이 높아지고  귀족들의 대학이 세워졌다. 또한 파르마 내 중요 예수회 대학이 있었는데 에밀리아로마냐에서 예수회가 보유한 대학 중 가장 규모가 컸으며 주세페 비앙카니, 니콜로 카베오, 마리오 베티누스 등 모두 예수회 출신 신부들이 강의를 여는등 과학 분야에서 대단한 평판을 얻었다. 봉신들의 권력을 줄이려는 전쟁이 수년간 계속되는 가운데 1612년에 바르바라 산세베리노가 파르마 공작에 대한 음모를 꾀했다는 혐의로 다른 귀족 6명과 함께 파르마 광장 한가운데에서 처형되었다. 17세기 말에 팔라비치니 가문(1588년)과 란디 가문 (1682년) 등을 제압하자, 파르네세의 공작들은 마침내 모든 파르마 영토를 확고히 장악할 수 있었다. 콜로르노의 산세베리노 성은 페르디난도 비비에나에 의해 화려한 여름 궁전으로 전환되었다.
런던 조약(1718년)으로 파르마 공국과 피아첸차가 합쳐진 지역에 대한 후계자가 엘리사베타 파르네세와 스페인의 펠리페 5세 사이의 장자인 돈 카를로스가 될 것이 알려졌다. 1731년, 15살의 돈 카를로스는 자녀가 없던 종조부 안토니오 파르네세가 사망하자 파르마 피아첸차 공작 카를로 1세로 즉위하였다. 1734년, 카를로 1세는 나폴리와 시칠리아를 정복하였고, 파르마 공국을 동생인 펠리페 (필리포 1세 디 보르보네파르마)에게 넘기며 1735년 7월 3일 나폴리와 시칠리아의 국왕으로 즉위했다. 파르마, 콜로르노, 살라바간차 등 파르마 공작의 궁정에 있던 모든 뛰어난 예술품 컬렉션들이 나폴리로 옮겨졌다.

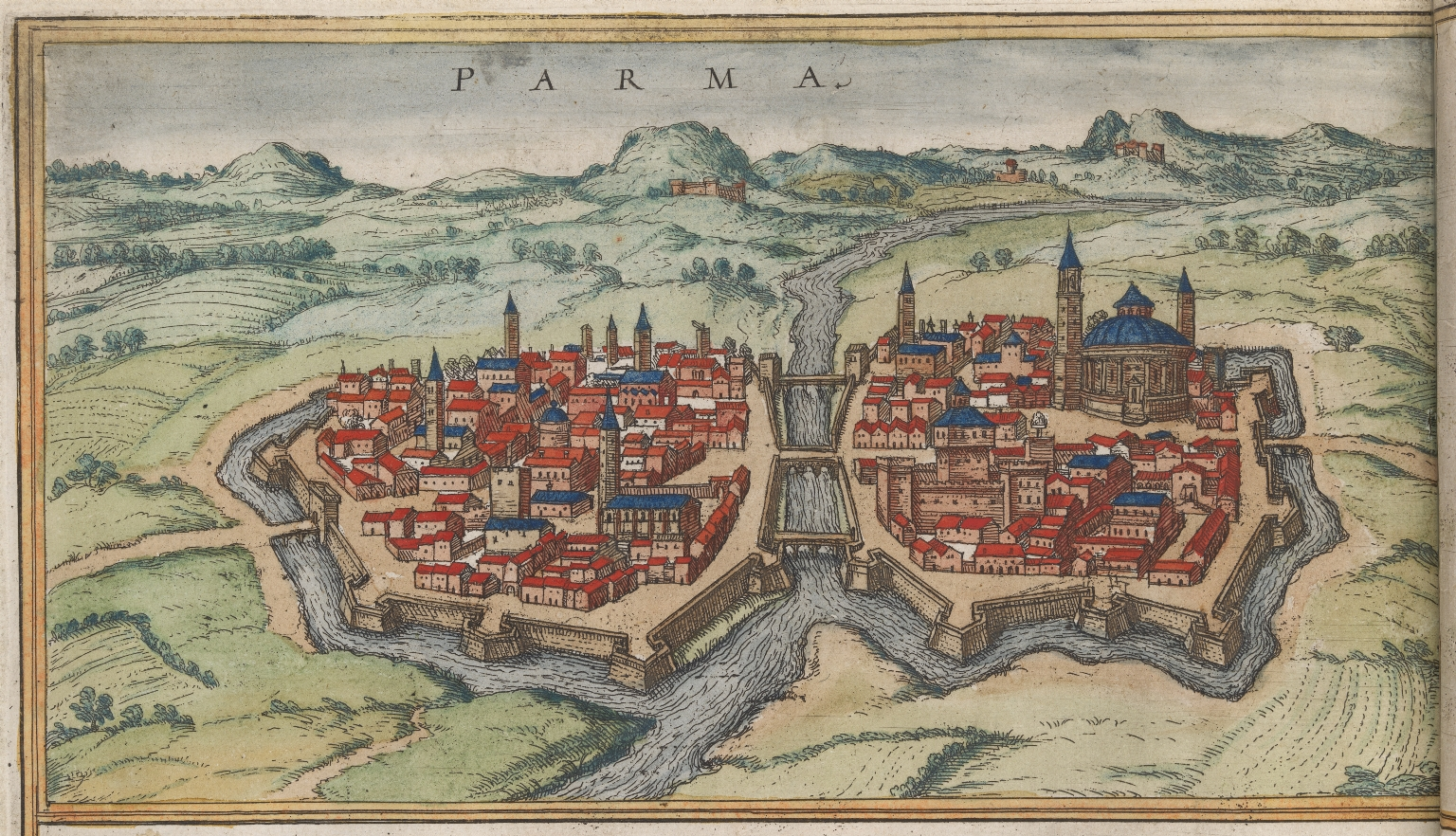
동명의 강에 따라 두 곳으로 나뉜 파르마의 모습, 오른쪽 강둑에는 장엄한 로마네스크 양식의 성모 승천 대성당이 두드러지게 자리하고 있다. 16세기 작.

파르마는 아헨 조약 이후 프랑스의 영향력 하에 있었다. 파르마는 수상 기욤 뒤 틸로가 활발하게 활동하는 하는 근대 국가로 변모하였다. 기욤은 근대 산업의 기반을 마련하였고 교회의 특권을 줄이기 위해 끊임없이 싸웠다. 파르마는 특히 찬란한 번영의 시기를 누렸으며 재능있는 아모레티 형제의 도움을 받은 잠바티스타 보도니의 왕실 인쇄소와 더불어, 팔란티나 도서관, 고고학 박물관, 사진관, 식물원이 이때 문을 열었다.

### 현대

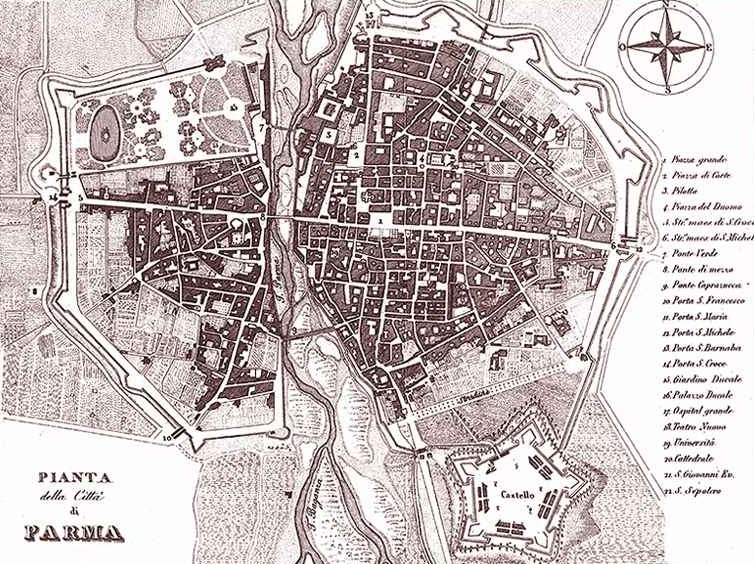
1832년 파르마

나폴레옹 전쟁 기간 (1802년–1814년), 파르마는 프랑스에 합병되었고 타로 데파르망의 중심 도시가 되었다. 프랑스식 명칭인, 파르므(Parme)라는 이름을 쓰던 때인 1808년 4월 24일에 나폴레옹의 재무총감인 샤를프랑수아 르브랭을 위한 프랑스 제국 공작 영지가 되었다 (1926년에 폐지).
1814년-15년의 빈 회의로 파르마 공국을 복원시킨 뒤, 리소르지멘토라는 격변이 교요한 공국에서는 뿌리를 내리지 못했다. 1847년, 파르마 여공작 마리아 루이사가 사망하자, 다시 한번 부르봉 가문에게 공국이 넘어갔고, 부르봉 가문의 마지막 공작이 파르마에서 칼에 찔려 사망하며 그의 배우자인 베리의 루이사 마리아에게 남겨졌다. 1859년 9월 15일 부르봉 가문의 폐위가 선포되었고, 파르마는 루이지 카를로 파리니 휘하의 새롭게 만들어진 에밀리아라는 지역에 편입되었다. 1860년의 국민투표 투표로 옛 공국 지역은 통일 이탈리아 왕국의 일부가 되었다.
중심 도시로서의 역할 상실은 파르마의 경제적 그리고 사회적 혼란을 촉발했다. 1859년 피아첸차와 볼로냐를, 1883년에 포르노보와 수차라를 잇는 철도가 놓인 후에야 산업 중심지로서의 기능이 회복되기 시작하였다. 노동조합이 이 도시에서 강세였으며, 대표적인 총파업이 1908년 5월 1일부터 6월 6일까지 벌어졌었다. 파시즘과의 투쟁은 1922년 8월에 가장 격동적이었으며 당시 관료이던 이탈로 발보가 올트레토렌테의 시민 광장으로 진입하려했다. 파르마의 시민들은 '아르디티 델 포폴로' (민중의 용감한 자들)를 결성하여 검은셔츠단을 몰아냈다. 이 이야기는 이탈리아 내 파시즘에 대한 최초의 저항 예시로 여겨진다.

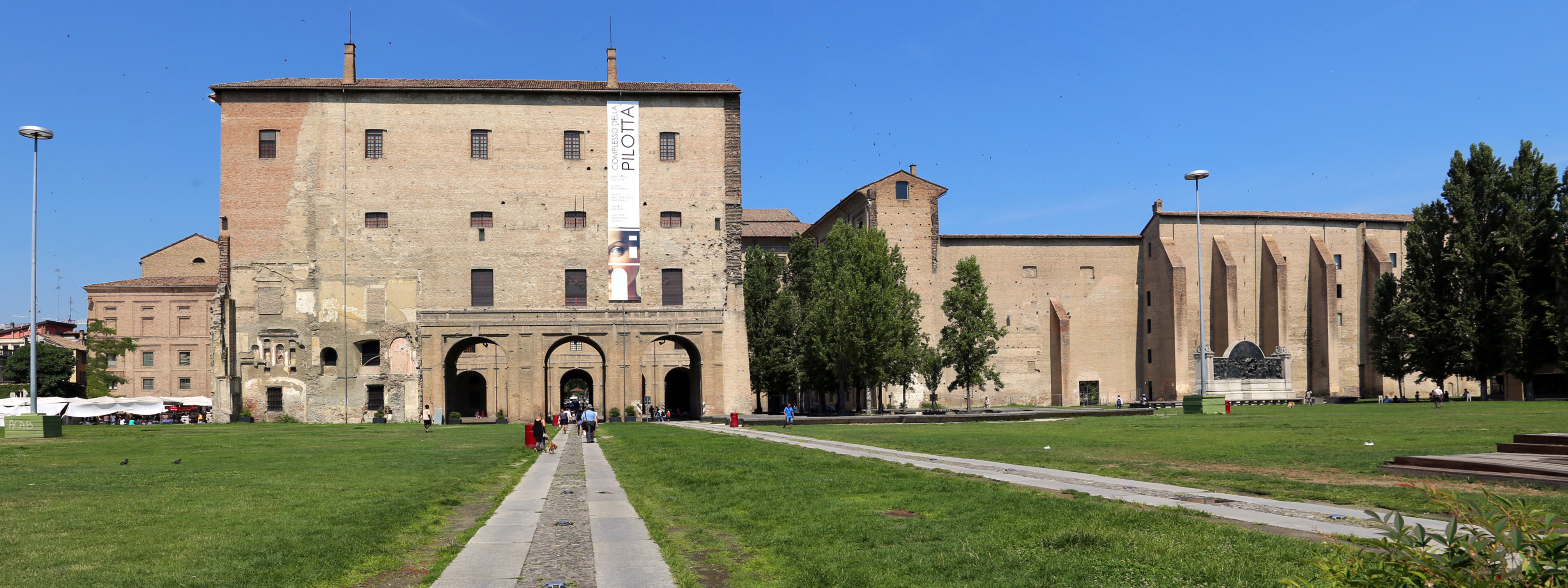
평화의 광장 내 팔라초 델라 필로타 모습. 오른쪽의 재건된 부분은 성 베드로 교회가 한때 있었던 곳이다.

제2차 세계대전 기간, 파르마는 파르티잔 저항의 강력한 중심지이었다. 기차역과 조차장은 1944년 봄 연합군의 고공 폭격의 대상이었다. 기차역에서 그리 멀지 않은 곳에 있던 팔라초 델라 필로타의 대부분이 파괴되었다. 이곳과 더불어 파르네세 극장, 팔라티나 도서관의 일부 역시도 연합군의 폭격으로 파괴되었으며, 도서관에서 소장되던 약 21,000권이 소실되었다. 자르디노 궁전, 스테카타 산 조반니 교회, 두칼레 궁전, 파가니니 극장, 주세페 베르디 기념물 등 일부 기념물 역시도 손상을 입었다. 그렇지만, 파르마는 전쟁 기간 방대한 파괴의 피해를 입지는 않았다. 파르마는 1945년 4월 26일 파르티잔의 저항과 브라질 원정군을 통해 독일의 점령 (1943년-1945년)에서 해방되었다.

## 지리

### 기후
파르마에서, 평균 연중 최고 기온은 17 °C (63 °F)이고, 연중 최저 기온은 9 °C (48 °F)이며, 연중 예상 강수는 777 밀리미터 (30.59 인치)이다.
다음 자료는 도시 중심부에 위치한 파르마 대학교의 기상 센터에서 비롯한 것으로, 도시 열섬 현상의 영향을 받았다. 파르마는 내륙에 위치한 것에서 비롯한 강한 대륙성 기후의 영향을 지닌, 중위도에 자리 잡은 4계절의 온난 습윤 기후 (쾨펜: Cfa)를 띤다. 제노바 같이 상대적으로 가까운 해안 지역들은 여름에는 시원하고 겨울에는 온난한 훨씬 온화한 기후를 가지고 있으며, 파르마를 지중해와 갈라놓는 산맥들이 바닷 바람을 막는 장벽의 역할을 하기 때문이다. 파르마는 겨울마다 눈이 대략 45 cm가 내린다.
| 파르마 (1991–2020 평균 기온, 1878–현재 기온 극값)의 기후                              | 파르마 (1991–2020 평균 기온, 1878–현재 기온 극값)의 기후 | 파르마 (1991–2020 평균 기온, 1878–현재 기온 극값)의 기후 | 파르마 (1991–2020 평균 기온, 1878–현재 기온 극값)의 기후 | 파르마 (1991–2020 평균 기온, 1878–현재 기온 극값)의 기후 | 파르마 (1991–2020 평균 기온, 1878–현재 기온 극값)의 기후 | 파르마 (1991–2020 평균 기온, 1878–현재 기온 극값)의 기후 | 파르마 (1991–2020 평균 기온, 1878–현재 기온 극값)의 기후 | 파르마 (1991–2020 평균 기온, 1878–현재 기온 극값)의 기후 | 파르마 (1991–2020 평균 기온, 1878–현재 기온 극값)의 기후 | 파르마 (1991–2020 평균 기온, 1878–현재 기온 극값)의 기후 | 파르마 (1991–2020 평균 기온, 1878–현재 기온 극값)의 기후 | 파르마 (1991–2020 평균 기온, 1878–현재 기온 극값)의 기후 | 파르마 (1991–2020 평균 기온, 1878–현재 기온 극값)의 기후 |
| 월                                                                                    | 1월                                                      | 2월                                                      | 3월                                                      | 4월                                                      | 5월                                                      | 6월                                                      | 7월                                                      | 8월                                                      | 9월                                                      | 10월                                                     | 11월                                                     | 12월                                                     | 연간                                                     |
| ------------------------------------------------------------------------------------- | -------------------------------------------------------- | -------------------------------------------------------- | -------------------------------------------------------- | -------------------------------------------------------- | -------------------------------------------------------- | -------------------------------------------------------- | -------------------------------------------------------- | -------------------------------------------------------- | -------------------------------------------------------- | -------------------------------------------------------- | -------------------------------------------------------- | -------------------------------------------------------- | -------------------------------------------------------- |
| 역대 최고 기온 °C (°F)                                                                | 24.6 (76.3)                                              | 23.7 (74.7)                                              | 28.6 (83.5)                                              | 32.5 (90.5)                                              | 35.7 (96.3)                                              | 39.2 (102.6)                                             | 40.2 (104.4)                                             | 40.4 (104.7)                                             | 36.1 (97.0)                                              | 33.3 (91.9)                                              | 22.0 (71.6)                                              | 23.4 (74.1)                                              | 40.4 (104.7)                                             |
| 일평균 최고 기온 °C (°F)                                                              | 6.8 (44.2)                                               | 9.8 (49.6)                                               | 15.4 (59.7)                                              | 19.3 (66.7)                                              | 24.4 (75.9)                                              | 29.0 (84.2)                                              | 31.6 (88.9)                                              | 31.1 (88.0)                                              | 25.4 (77.7)                                              | 18.6 (65.5)                                              | 11.9 (53.4)                                              | 7.2 (45.0)                                               | 19.2 (66.6)                                              |
| 일일 평균 기온 °C (°F)                                                                | 3.2 (37.8)                                               | 5.1 (41.2)                                               | 9.8 (49.6)                                               | 13.9 (57.0)                                              | 18.7 (65.7)                                              | 23.0 (73.4)                                              | 25.4 (77.7)                                              | 25.1 (77.2)                                              | 20.3 (68.5)                                              | 14.4 (57.9)                                              | 11.0 (51.8)                                              | 5.1 (41.2)                                               | 14.6 (58.3)                                              |
| 일평균 최저 기온 °C (°F)                                                              | −0.4 (31.3)                                              | 0.5 (32.9)                                               | 4.3 (39.7)                                               | 8.5 (47.3)                                               | 13.0 (55.4)                                              | 17.0 (62.6)                                              | 19.1 (66.4)                                              | 19.0 (66.2)                                              | 14.9 (58.8)                                              | 10.5 (50.9)                                              | 5.4 (41.7)                                               | 0.7 (33.3)                                               | 9.4 (48.9)                                               |
| 역대 최저 기온 °C (°F)                                                                | −18.0 (−0.4)                                             | −15.0 (5.0)                                              | −7.5 (18.5)                                              | −2.0 (28.4)                                              | 1.0 (33.8)                                               | 6.5 (43.7)                                               | 11.0 (51.8)                                              | 9.6 (49.3)                                               | 6.3 (43.3)                                               | −1.8 (28.8)                                              | −9.1 (15.6)                                              | −14.8 (5.4)                                              | −18.0 (−0.4)                                             |
| 평균 강수량 mm (인치)                                                                 | 43.7 (1.72)                                              | 50.2 (1.98)                                              | 52.9 (2.08)                                              | 80.1 (3.15)                                              | 73.6 (2.90)                                              | 61.0 (2.40)                                              | 28.1 (1.11)                                              | 51.1 (2.01)                                              | 70.3 (2.77)                                              | 104.1 (4.10)                                             | 98.3 (3.87)                                              | 60.5 (2.38)                                              | 773.9 (30.47)                                            |
| 평균 강수일수 (≥ 1.0 mm)                                                              | 7                                                        | 7                                                        | 8                                                        | 9                                                        | 9                                                        | 7                                                        | 4                                                        | 5                                                        | 6                                                        | 9                                                        | 9                                                        | 8                                                        | 88                                                       |
| 출처 1: Arpae Emilia-Romagna                                                          |                                                          |                                                          |                                                          |                                                          |                                                          |                                                          |                                                          |                                                          |                                                          |                                                          |                                                          |                                                          |                                                          |
| 출처 2: Temperature estreme in Toscana (extremes) Climi e viaggi (precipitation days) |                                                          |                                                          |                                                          |                                                          |                                                          |                                                          |                                                          |                                                          |                                                          |                                                          |                                                          |                                                          |                                                          |

### 주요 관광지

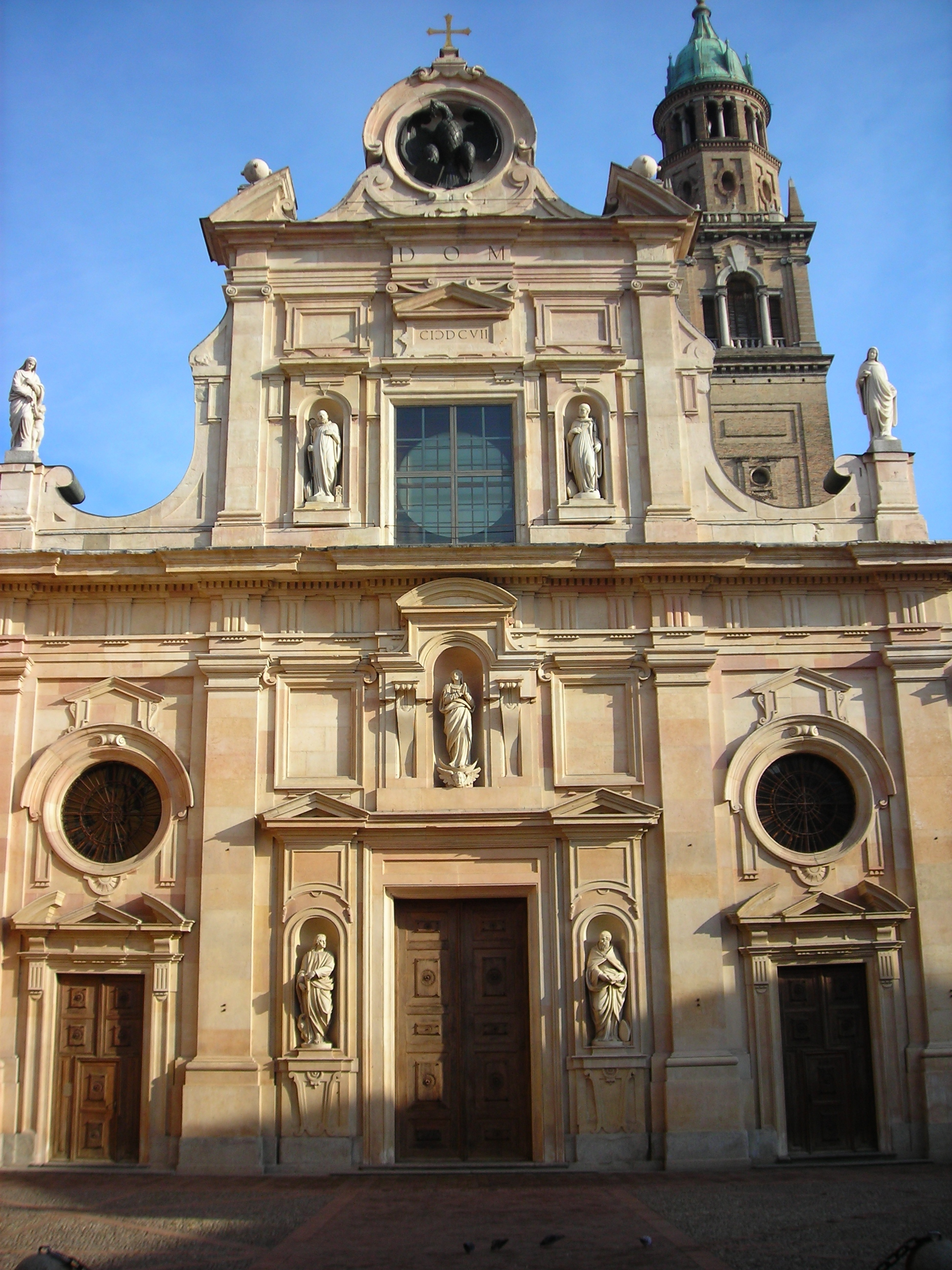
후기 매너리즘 양식이 반영된 산 조반니 에반젤리스타 교회당의 파사드. 시모네 모스키노의 작품으로 (1604년), 잠바티스타 카라라 다 비소네가 조각을 맡았다

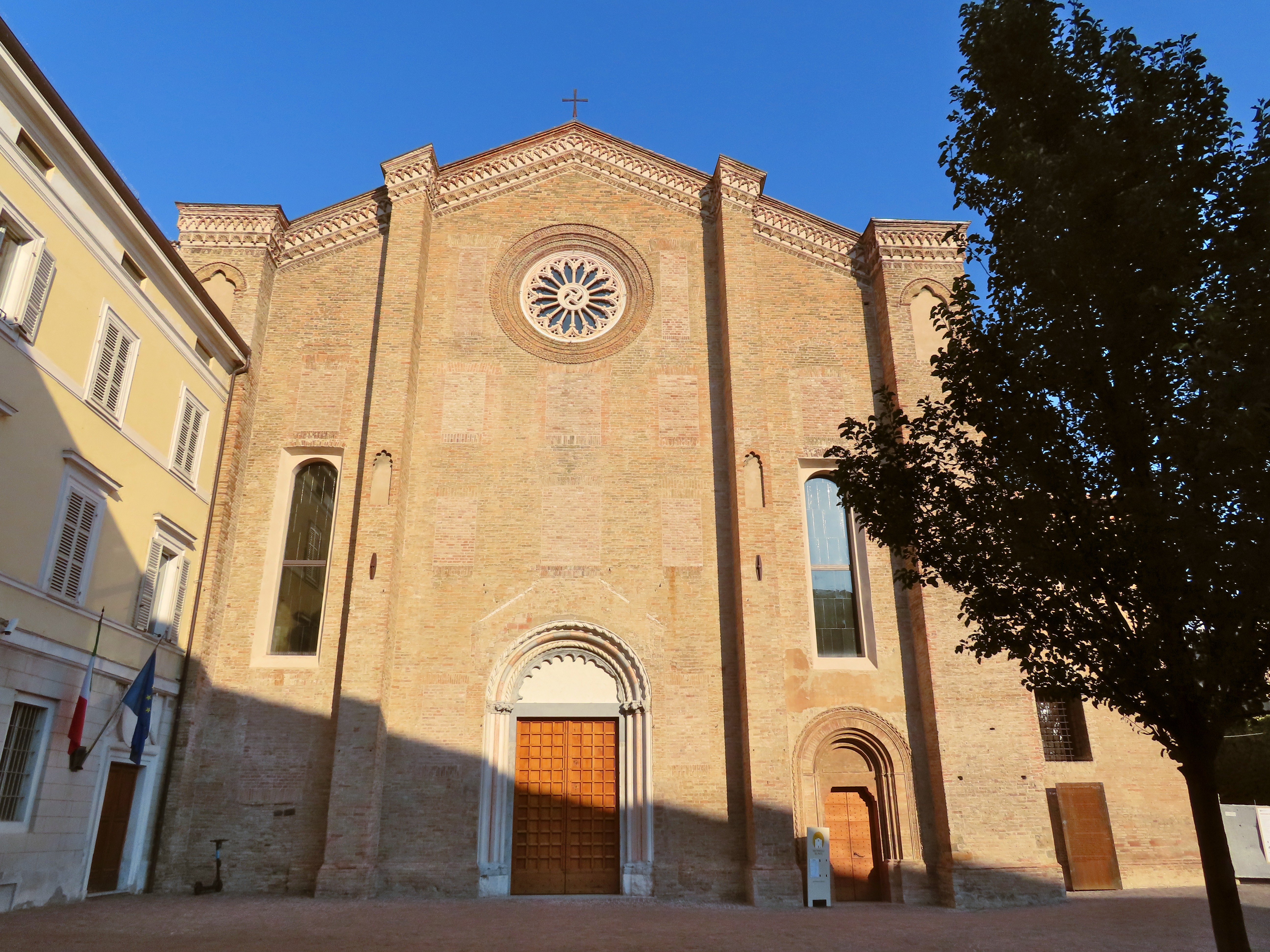
산 프란체스코 교회의 파사드

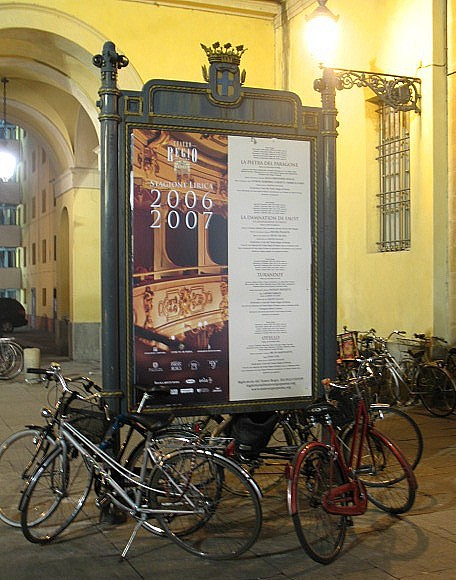
레조 극장 인근 오페라 극장 공연 프로그램

#### 종교 건축물
- '파르마 대성당': 로마네스크 양식의 교회당으로 베네데토 안텔라미의 12세기 조각상, 안토니오 다 코레조의 16세기 프레스코 걸작을 소장하고 있다.
- '파르마 예배당': 1196년 안텔라미에 의해 건설이 시작되었고, 대성당과 가까운에 위치했다.
- '산 조반니 에반젤리스타': 본래는 대성당의 애프스 뒤쪽에 있던 10세기의 수도원이었으나 1498년과 1510년에 재축되었다. 후대 매너리즘 양식의 파사드와 시모네 모스키노가 설계한 종탑이 존재한다. 큐폴라는 르네상스 시대의 영향력 있는 걸작 프레스코화로 장식되어 있으며 콰드라투라 화법을 알린 코레조의 '복음사가 요한의 예지'가 그려져 있다. 회랑과 도서관 역시도 유명하다.
- '산타 마리아 델라 스테카타 성소'.
- '산툴다리코 (파르마)' (1411년).
- '산 파올로 (파르마)': (11세기): 옛 베네딕토회 수도원으로 '카메라 디 산 파올로'에 코레조의 프레스코 및 알레산드로 아랄디의 작품 등이 소장되어 있다.
- '산 프란체스코 델 프라토': (13세기) 고딕 양식의 교회로 나폴레옹 시대부터 1990년대까지 구금소로 사용되었으며, 이 기간 파사드의 16개 창문이 열려 있었다고 한다. 미켈란젤로 안셀미와 프란체스코 론다니의 프레스코가 소장되어 있다.
- '산타 크로체': 로마네스크 양식으로 된 12세기 교회로 신랑 하나와 반원형의 애프스가 있는 통로 두 곳이 있었다. 1415년에, 그리고 1635–1666년에 다시 한번 재축되었다. 신랑에 위치한 조반니 마리아 콘티, 프란체스코 레티, 안토니오 롬바르디의 프레스코화가 이 시기의 것으로 추정한다.
- '산 세폴크로': 기존에 있던 종교 건축물 위로 1275년에 지어진 교회이다. 내부는 1506년, 1603년, 최종적으로는 1701년에 대규모로 보수가 이뤄졌다. 바로크 양식의 종탑이 1616년에 지어졌고 교회 종은 1753년에 완성됐다. 인접한 곳에 라테라노 수도 참사회의 옛 수도원 (1493–1495년)이 있다.
- '산타 카테리나 달레산드리아': 14세기 교회.
- '산타 마리아 델 콰르티에레' (1604년–1619년): 흔하지 않은 육각형 구조가 특징인 교회당이다. 큐폴라는 피에르 안토니오 바르나베이와 그의 제자들이 그린 프레스코로 장식되어 있다.
- '산 로코': 1754년에 지어진 후대 바로스크 양식의 교회로 파르마의 수호 성인들에게 헌정되었다.
- '산타 크리스티나'

#### 세속 건축물
- '팔라초 델라 필로타' (1583년): 파르마 화파의 예술가들을 배출해낸 미술 대학교와 팔라티나 도서관, 국립 파르마 미술관, 고고학 박물관, 보도니 박물관, 파르네세 극장 등이 위치했다.[14] 제2차 세계대전 때 부분적으로 파괴되었다.
- '팔라초 델 자르디노' : 1561년에 오타비오 파르네세 공작을 위해 야코포 바로치 다 비뇰라가 설계하여 지어졌다. 옛 스포르차 가문의 성 위에 지어진 이곳은 17–18세기에 확장되었다. 잔프란체스코 다그라테가 제작한 16세기의 것으로 추정되는 흥미로운 장식품과 파르미자니노의 프레스코화 등이 있는 '팔라초 에우케리오 산비탈레'가 부속되어 있다. 비뇰라가 설계한 공작 공원도 부속되어 있다. 이 공원은 1749년에 프랑스식 정원으로 개조되었다.
- '팔라초 델 코무네' : 1627년 건설.
- '팔라초 델 고베르나토레' ("총독 궁전") : 13세기의 것으로 추정.
- ' 주교 궁전Bishop's Palace' (1055).
- '오스페달레 베키오' ("구 병원") : 1250년에 세워졌으며 이후 르네상스 시대에 개축됨.
- 팔라초 타라스코니 (파르마)

#### 그 외
- '치타델라' : 옛 성벽과 가까운 곳에 알레산드로 파르네세 공작의 명으로 16세기에 지어진 거대 성채이다.
- '폰스 라피디스' (로마 다리 또는 테오도리쿠스의 다리로도 알려짐) : 아우구스투스 당시로 추정되는 고대 로마 시대 석교 유적.
- '오르토 보타니코 디 파르마' : 파르마 대학교가 운영하는 식물원.
- '파르네세 극장': 조반 바티스타 알레오티가 1618년–1619년에 목재로 지은 극장. 코시모 1세 데 메디치의 방문을 앞두고 라누키오 1세 파르네세의 의뢰를 받아 만들어졌다.
- '테아트로 레조' (왕실 극장): 1821년-1829년에 니콜라 베톨리가 지은 시립 오페라 극장이다. 신고전주의 양식의 파사드와 이중창으로 된 포치가 있다.
- '아우디토리움 니콜로 파가니니' : 렌초 피아노가 설계.
- 아르투로 토스카니니 박물관 : 토스카니니의 생가이다.
- 롬바르디 박물관 : 합스부르크 가문의 파르마 여공작 마리아 루이사와 남편 나폴레옹 보나파르트에 관한 미술품 및 유물 등을 전시하고 있으며 파르마 공국의 18세기와 19세기 귀중한 문서 등도 소장하고 있다.

## 인구
|                   | 파르마 | 이탈리아 |
| ----------------- | ------ | -------- |
| 18세 및 그 이하   | 16.46% | 17.45%   |
| 65세 및 그 이상   | 22.64% | 22.04%   |
| 외국인            | 15.91% | 8.29%    |
| 1,000명 당 출생자 | 8.62명 | 8.01명   |

| 출신 국가    | 수    |
| ------------ | ----- |
| 몰도바       | 4,967 |
| 루마니아     | 3,513 |
| 알바니아     | 2,661 |
| 필리핀       | 2,570 |
| 튀니지       | 1,561 |
| 나이지리아   | 1,450 |
| 우크라이나   | 1,292 |
| 모로코       | 1,264 |
| 가나         | 1,104 |
| 코트디부아르 | 938   |
| 중국         | 819   |

2016년 1월 1일, 파르마에는 상주 시민 192,836명이 있었으며, 그 중 47.64%는 남성이고 52.36%는 여성이었다. 미성년자(18세 및 그보다 어린 아이들)는 전체 인구의 16.46%를 차지하였다. 이는 22.64%를 차지하는 연금수령자와 비교되며 이탈리아 평균치인 각 17.45%, 22.04%와도 비교된다. 2002년과 2016년 사이 14년간, 파르마의 인구는 17.72% 성장한 반면, 이탈리아는 전체 평균 6.45% 성장했다. 같은 시기 파르마에서 태어난 외국 거주민은 385.02% 늘어났고, 이탈리아 평균에서는 274.75% 성장했다.  파르마의 현재 출산율은 1,000명당 8.62명으로, 이탈리아 평균인 8.01명에 필적된다.
2016년 1월 1일 기준, 인구의 84.09%가 이탈리아인이었다. 가장 큰 외국인 집단은 유럽의 다른 지역에서 온 이들이고 (주로 몰도바, 루마니아, 알바니아, 우크라이나: 6.45%), 뒤이어 사하라 이남 아프리카 (대표적으로 가나, 나이지리아, 코트디부아르: 1.81%), 북아프리카 (주로 모로코, 튀니지: 1.46%), 필리핀: 1.33% 순이다.

## 문화

### 음식과 요리

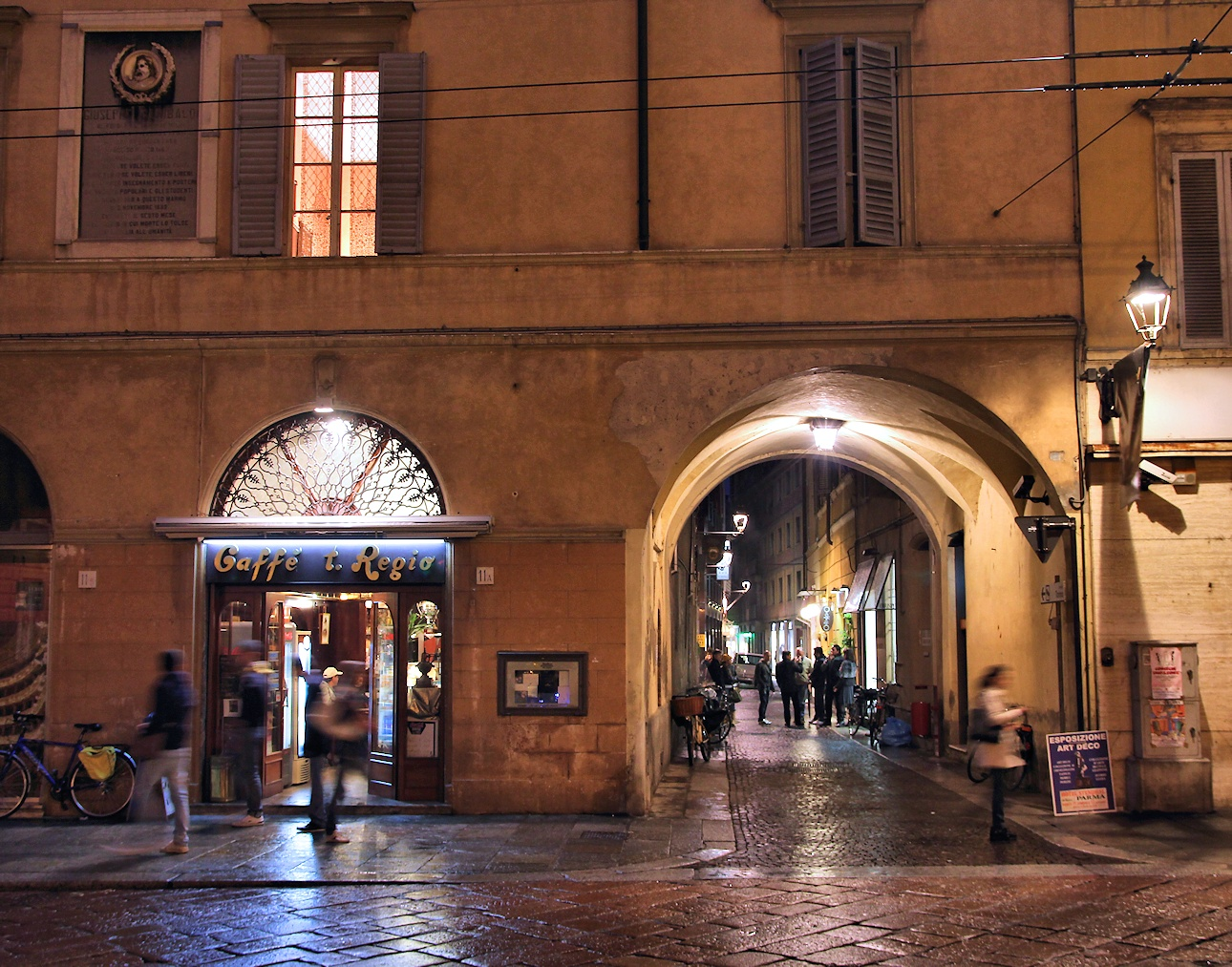
극장 앞의 카페 테아트로 레조

파르마는 음식과 풍부한 미식 전통으로 유명하다. 파르미자노 레자노 치즈 (레조에밀리아에서 생산)와 프로슈토 디 파르마 (파르마 햄) 등 두 가지 특산품은 원산지 명칭 보호 지위에 놓여 있다. 파르마는 특히 '토르텔리 데르베타'와 '아놀리니 인 브로도' 등 속을 채운 파스타 요리 등의 원산지라고 주장하고 있다.
2004년, 파르마는 유럽 식품안전청의 본부가 입주할 도시로 지명되었고 유네스코 창의도시 네트워크의 미식 도시로 지정되었다. 파르마는 또한 바릴라와 파르마라트 등의 다국적 식품 회사와 위치해 있고 파르마 골로사와 푸드 밸리 등으로 대표되는 중대형 규모의 미식 여행 부문도 갖추고 있다.

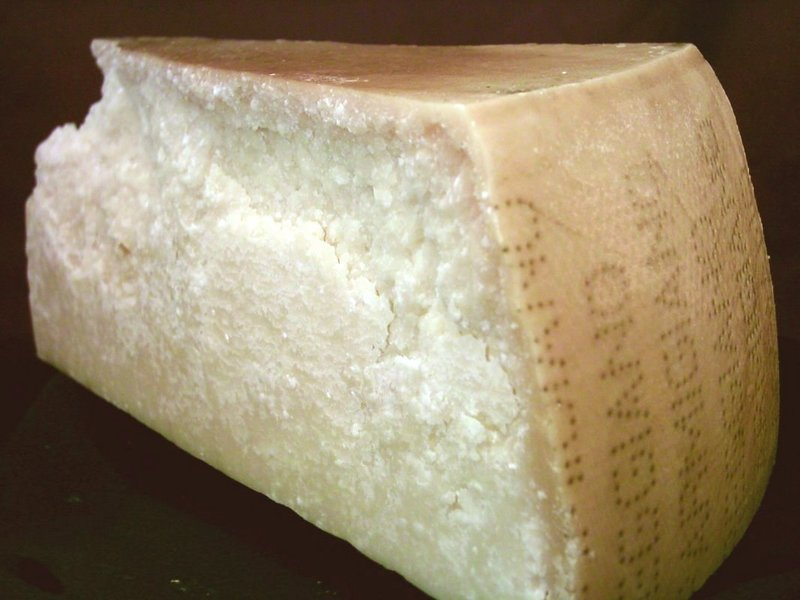
'파르미자노 레자노'
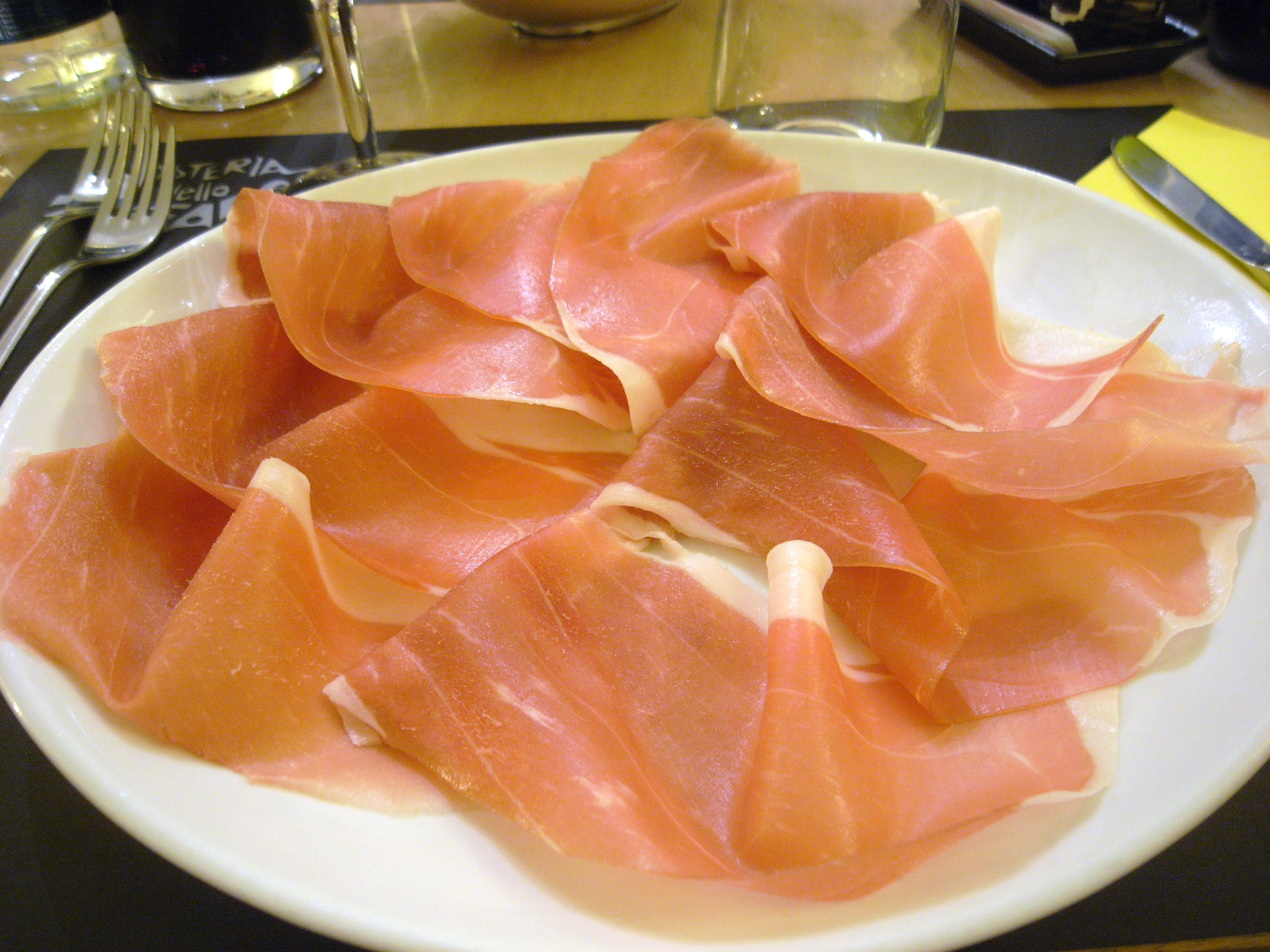
'프로슈토 디 파르마'
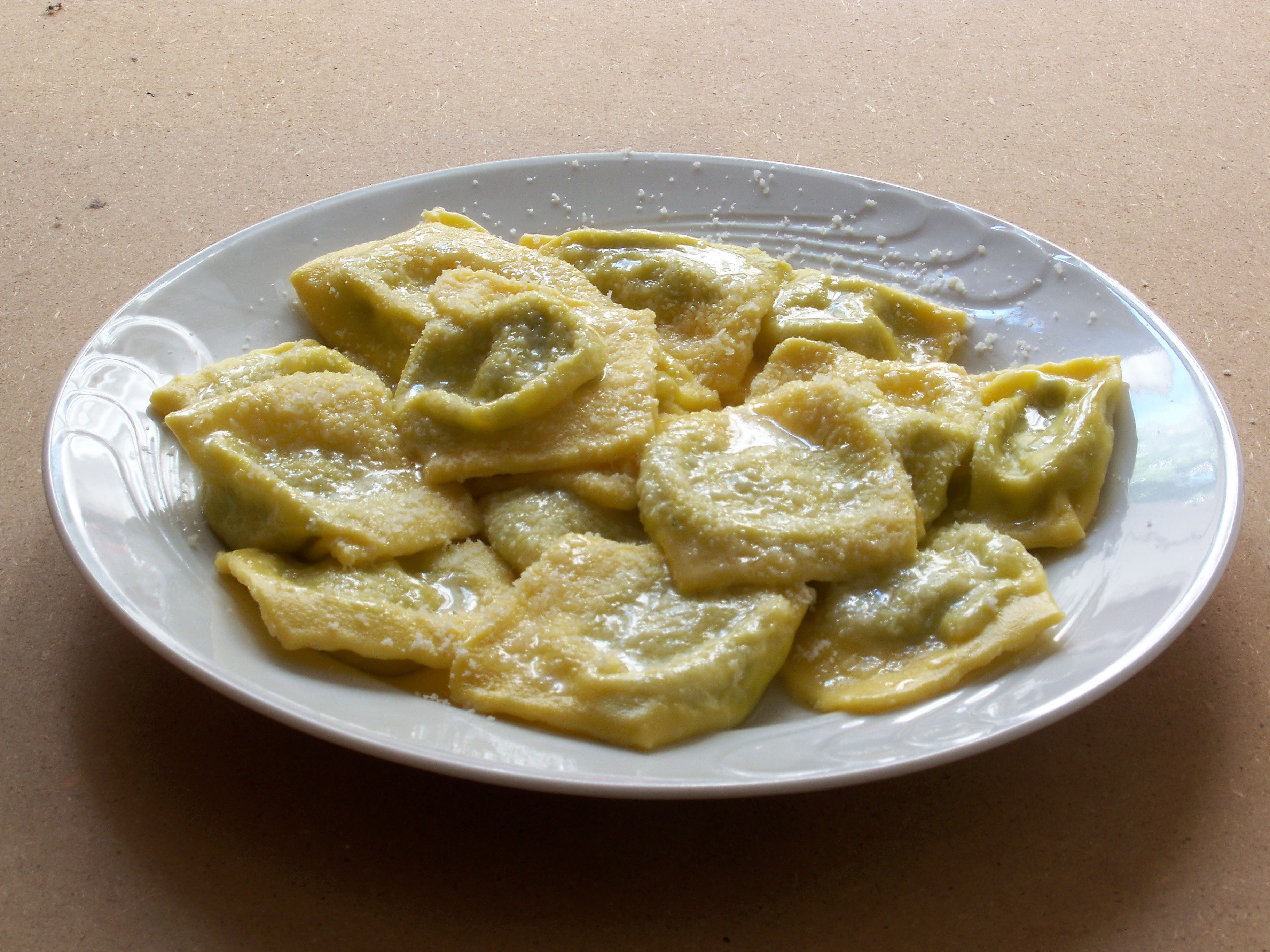
'토르텔리 데르베타'
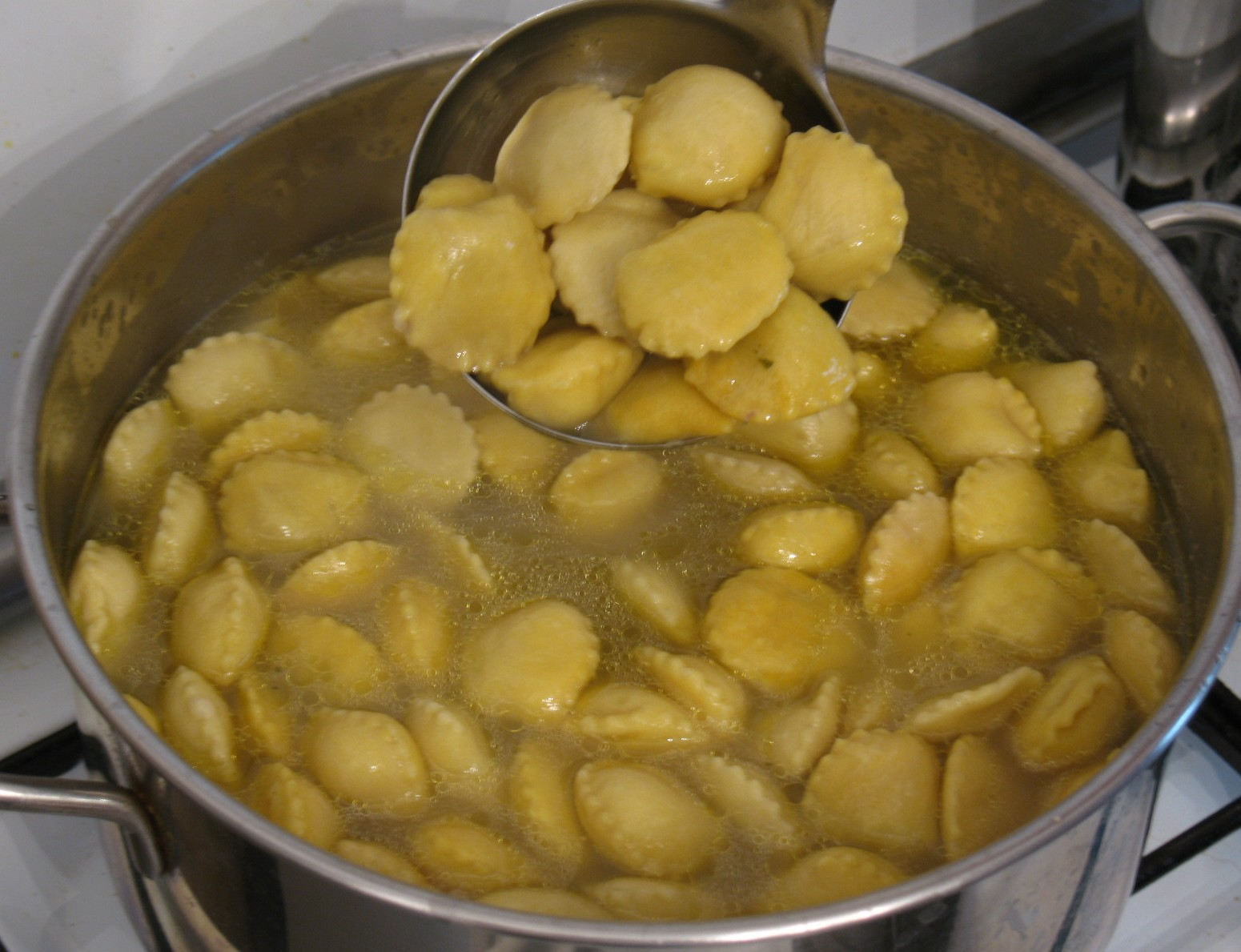
'아놀리니 인 브로도'

## 유명 인물

### 화가 및 조각가
- 미켈란젤로 안셀미 - 토스카나 출신의 화가
- 베네데토 안텔라미 - 건축가이자 조각가
- 알레산드로 아랄디 - 화가
- 시스토 바달로키오 - 화가
- 야코포 베르토이아 (자코모 찬구이디 또는 야코포 찬구이디 또는 베르토야) - 화가inter
- 아메데오 보키 - 화가
- 줄리오 카르미냐니 - 화가
- 안토니오 다 코레조 (안토니오 알레그리) - 코레조 (레조에밀리아) 출신의 화가

- 프란체스코 마리미타 - 화가
- 필리포 마촐라 - 화가
- 파르미자니노 - 화가
- 지롤라모 마촐라 베돌리 - 화가

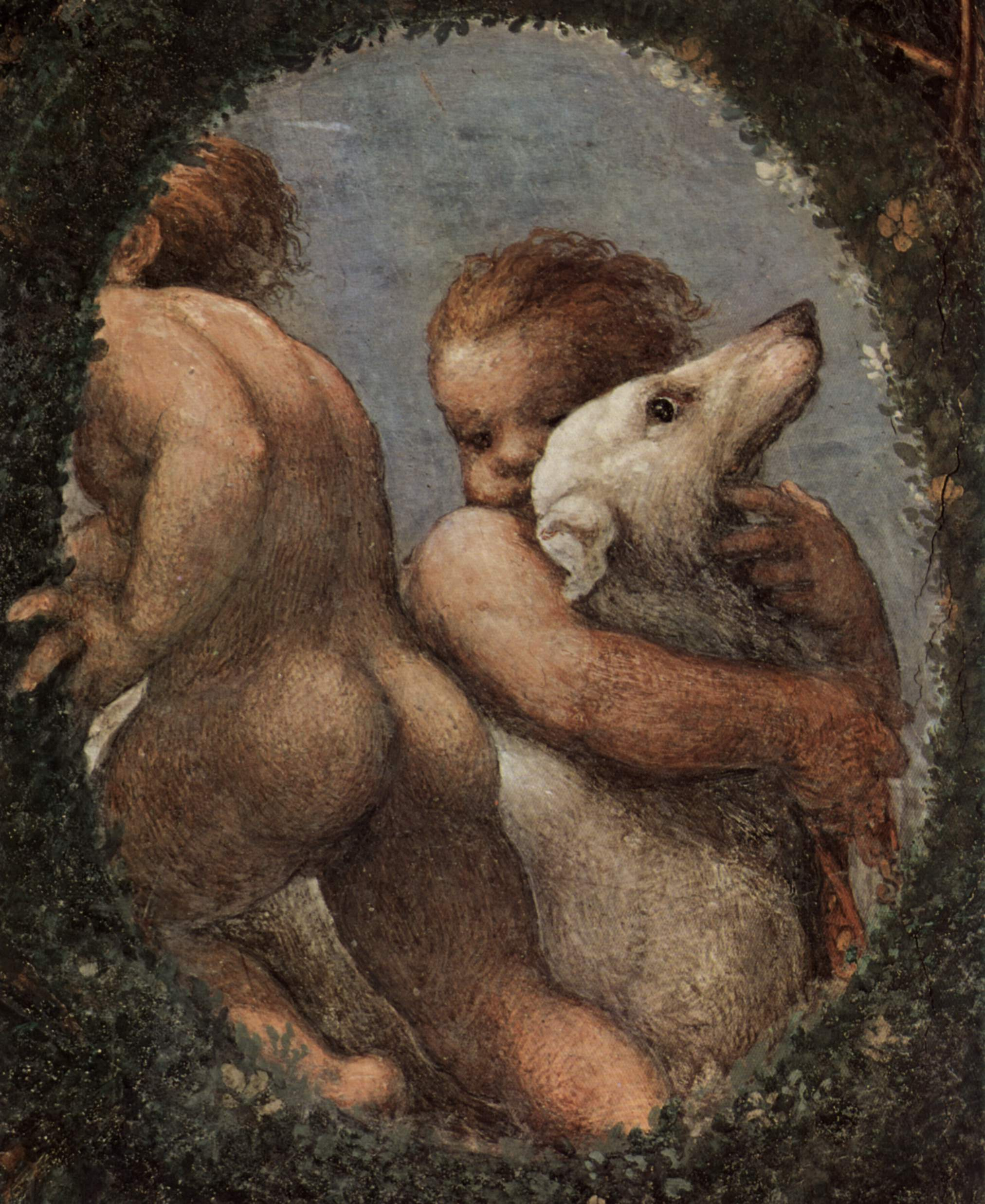
카메라 디 산 파올로의 코레조 프레스코화

- 조반니 마리아 프란체스코 론다니 - 화가
- 바르톨로메오 스케도니 - 화가

### 그 외
- 비토리오 아도르니 - 사이클리스트
- 데보라 라티에리 - 크레이지 호스 카바레의 무용수, 안무가, TV 쇼 판정가
- 조반니 아미게티 - 작곡가 및 음악가
- 아모레티 형제 - 인쇄공 및 활자 주조 업자, 보도니의 경쟁자
- 안드레아 벨리키 - 레이싱 드라이버
- 아틸리오 베르톨루치 - 시인
- 베르나르도 베르톨루치 - 감독
- 주세페 베르톨루치 - 감독
- 자코모 벨리 - 음악가
- 잠바티스타 보도니 - 인쇄공
- 비토리오 보테고 - 탐험가
- 클레오폰테 캄파니니 - 지휘자
- 프란체스코 쿠라 - 배우, 가수, 모델
- 엘리사베타 파르네세 - 스페인 왕비
- 오도아르도 파르네세 - 파르마 공작
- 알레산드로 파르네세 - 군 지휘관
- 아달기사 가비 (1857–1933) - 오페라 가수
- 프란체스코 가브리엘레 프롤라 - 발레 무용수
- 비토리오 갈레세 - 생리학자
- 피에트로 간돌피 - 레이싱 드라이버
- 피오렐로 기라우드 - 오페라 가수
- 조반니노 구아레스키 - 작가
- 아드리아노 말로리 - 사이클리스트
- 프랑코 네로 - 배우
- 안토니오 브리안티 - 건축가
- 페르디난도 파에르 - 작곡가
- 니콜로 파가니니 - 작곡가 및 음악가, 파르마에 안치
- 렌초 페차니 - 시인
- 알렉스 칠라시 - 피아니스트
- 아르투로 토스카니니 - 지휘자
- 폴 예보아 (Bello FiGo) - 가수
- 주세페 베르디 - 오페라 작곡가
- 마르쿠스 튀랑 - 축구 선수
- 제리 토레 - 축구 선수
- 알바로 말리엔테 - 축구 선수

## 스포츠

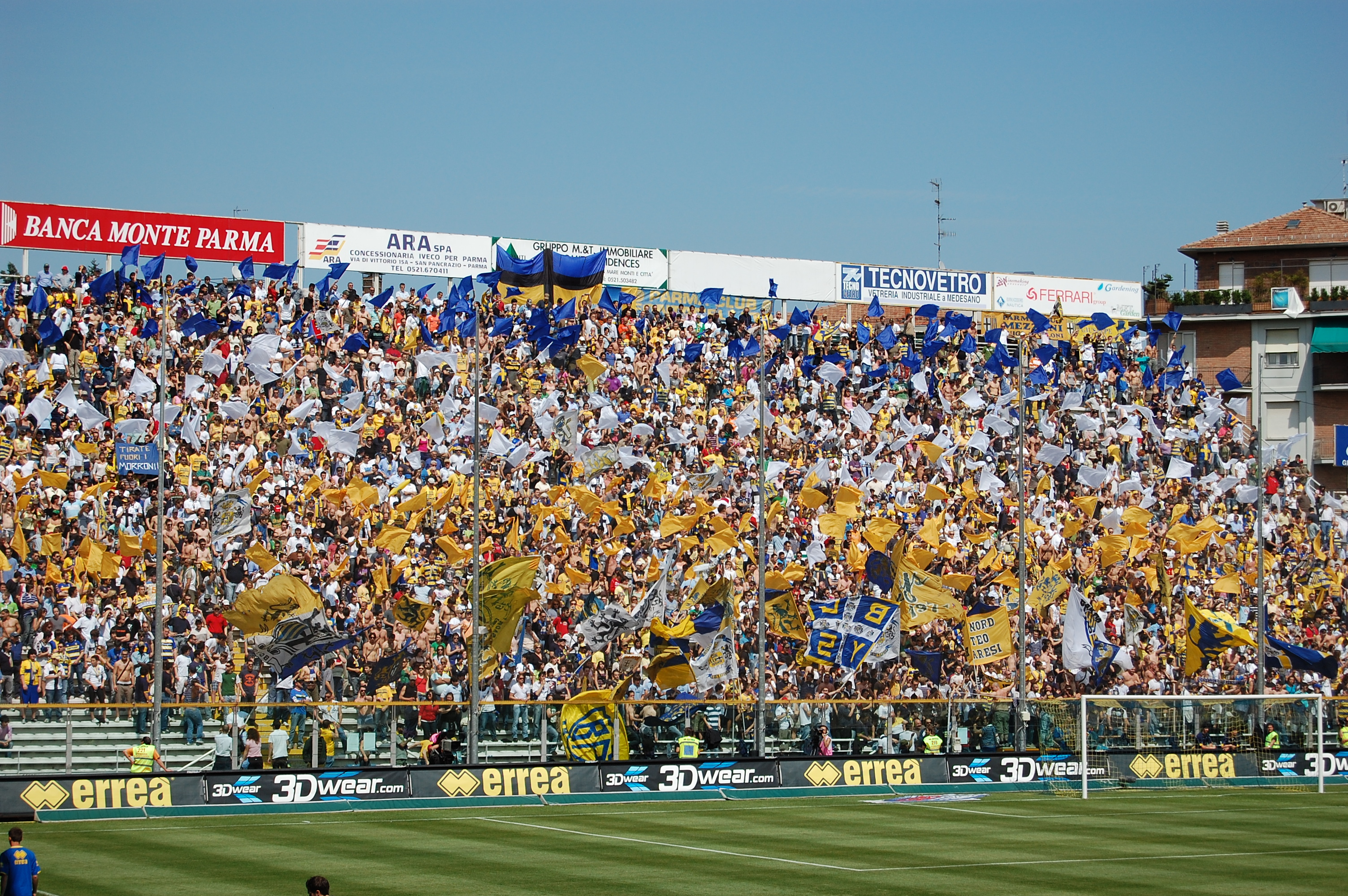
이탈리아 내 가장 오래된 경기장 중 하나인 스타디오 엔니오 타르디니의 파르마 FC 팬들

2015년에 창단된 파르마 칼초 1913은 세리에 A (1부 리그)에 참가 중인 축구 클럽이다. 2015년에 파산한 파르마 FC를 대신하고 있다. 1923년에 개장하여 좌석 23,000명 규모의 스타디오 엔니오 타르디니를 사용하고 있다.
파르마의 다른 스포츠 팀에는 럭비 유니언 클럽인 제브레가 있으며 전세계의 최상위 럭비 대회인 프로14에 참가 중이다. 파르마에는 또한 이탈리아 국내 최상위 리그에 참가 중인 오버매치 럭비 파르마와 SKG 그란 럭비 등 럭비 유니온 팀 두 개의 연고지이기도 하다.
파르마 팬서스는 파르마의 미식축구 팀으로 존 그리샴의 'Playing for Pizza'의 기반을 마련해주었다. 스타디오 세르조 란프랑키는 럭비 및 미식 축구 경기장이다.
팔라볼로 파르마와 파르마 베이스볼은 파르마에 위치한 또 다른 스포츠 팀이다. 니노 카발리 스타디움은 파르마에 있는 야구 경기장으로, 이탈리아 베이스볼 리그에 참가 중인 파르마 베이스볼의 홈구장이다.

## 경제와 사회 기반 시설
파르마는 번영하는 경제를 갖추었으며, 식품 부분이 특히 발전되어 있다. 이 분야에 활동 중인 기업에는 이 도시를 기반으로 하는 바릴라가 있다. 제약 산업에서는 키에시 파르마체우티치가 파르마에 본사를 두고 있다. 유럽 식품안전청 역시 파르마에 본부를 두고 있다.

### 대중 교통
파르마 철도역은 밀라노-볼로냐 철도 노선에 위치했다.
파르마의 트롤리버스는 1953년부터 운행 중에 있다. 이전의 트램 체계를 대체한 것이며, 네 개 노선을 운영하고 있다.
파르마 공항은 유럽의 다수 국가의 도시로 향하는 민간 항공편을 제공하고 있다.

## 자매 도시
파르마는 다음과 자매 도시 관계이다:
- 프랑스 부르캉브레스
- 슬로베니아 류블랴나
- 중국 스자좡시
- 헝가리 세게드
- 프랑스 투르
- 독일 보름스
- 미국 스톡턴

## 같이 보기
- 파르마 대학교